# Gehrden
Gehrden (pronunciación en alemán: /ˈɡeːɐ̯dn̩/ⓘ) es un municipio situado en el distrito de Hannover, en el estado federado de Baja Sajonia (Alemania), a una altitud de 90 metros. Su población a finales de 2016 era de unos 14 600 habitantes y su densidad poblacional, 340 hab/km².
Se encuentra ubicado en el centro del estado, a poca distancia al este de la frontera con el estado de Renania del Norte-Westfalia.